# Schloss Tervuren

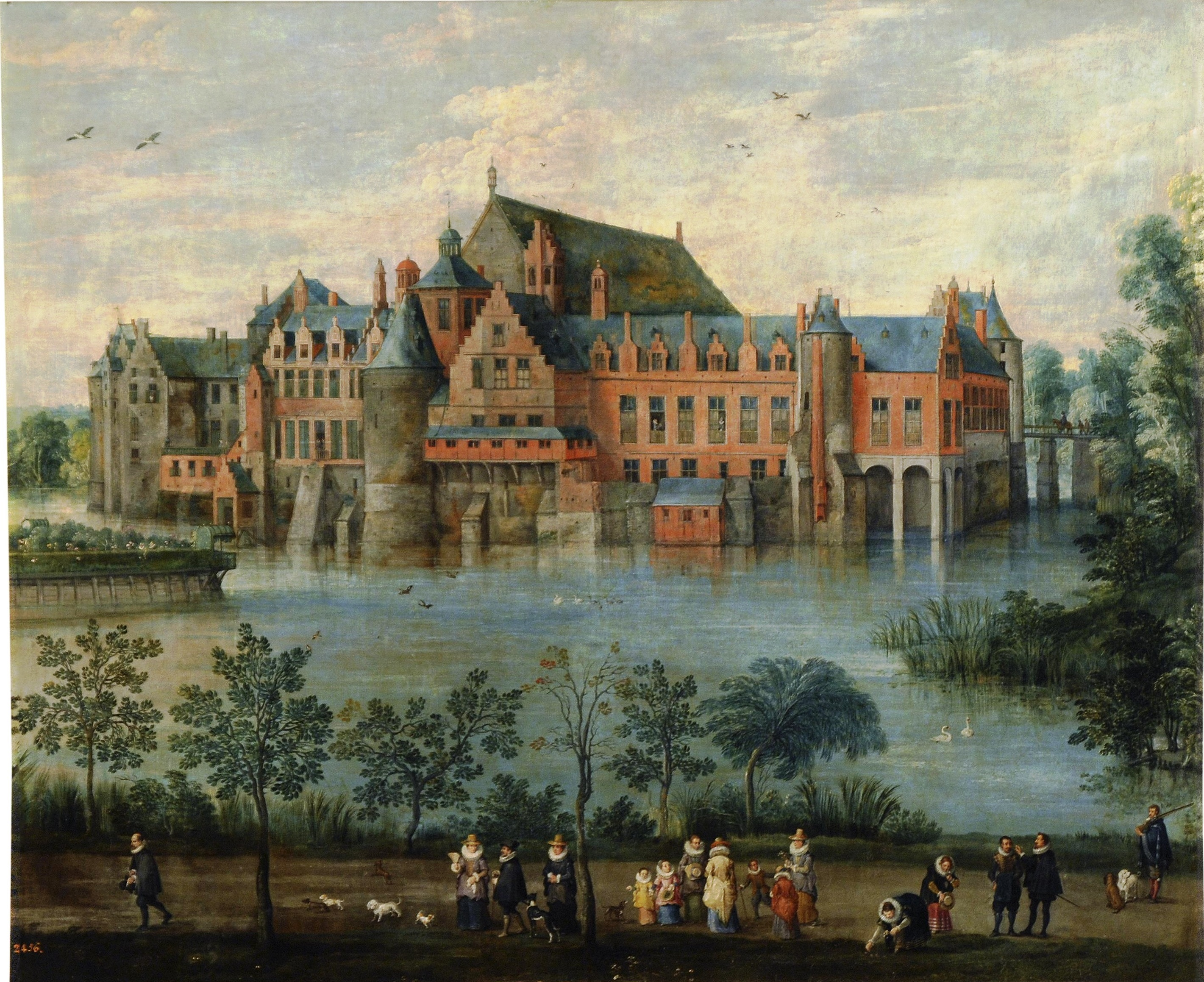
Schloss Tervuren von Jan Brueghel d. Älteren

Schloss Tervuren (niederländisch Kasteel van Tervuren, französisch Château de Tervueren) war ein von einem Wassergraben umgebenes Schloss, das von den Herzögen von Brabant gebaut wurde. Später wurde es die königliche Residenz und Jagdschloss der Statthalter der habsburgischen Niederlande. Es befand sich in Tervuren, Belgien. Im Jahr 1782 wurde es abgerissen. Später wurde im Park der Pavillon von Tervuren gebaut, ein Sommerschloss des Prinzen von Orange, späterer König Wilhelm II. der Niederlande. Es brannte 1879 nieder. Im Jahr 1897 wurde der Park für die Weltausstellung genutzt. 1910 wurde das Königliche Museum für Zentral-Afrika im Park gebaut. Es kann noch immer besichtigt werden.
Vom Schloss blieb außer einigen Fundamenten nichts übrig. Die Sankt-Hubertus-Kapelle und die Ställe stehen heute noch. Der Park umfasst ein Areal von 207 Hektar. Der nördliche Teil ist im französischen Stil gestaltet. Charakteristisch sind seine Folge von Teichen. Der Hauptteil des Parks besteht aus einem bewaldeten Grat mit einem natürlicheren Teil im Süden.

## Geschichte

### Herzöge von Brabant
Der Park von Tervuren, der auch als Warande bekannt ist, war einst das private Jagdgebiet der Herzöge von Brabant. Kurz vor 1213 ließ sich Herzog Heinrich I. (1165–1235) in Tervuren nieder und baute ein Schloss im Park. Es wurde komplett von Wasser umgeben und ‘Borgvijver’ genannt. Nun heißt es ‘Sint Hubertusvijver’. Das Schloss wurde zunächst als Jagdschloss genutzt und wurde dann zur bevorzugten Sommerresidenz des Herzogs. Heinrich I. baute auch seine eigene Kirche in der Nähe des Schlosses, die dem Evangelisten Johannes gewidmet war. Heute ist sie die Pfarrkirche von Tervuren.
Seit 1430 wurde die Residenz regelmäßig bewohnt, befestigt, erweitert und umgebaut zu einem angesehenen herzoglichen Rückzugsort. Druckgrafiken aus dem 16. und 17. Jahrhundert zeigen einen komplett geschlossenen Komplex mit Mauern und Türmen. Mit dem Ort war das Schloss durch eine Zugbrücke verbunden. Der Komplex war dominiert durch eine weitläufige gotische Halle (48 × 18 m), die unter Herzog Johann II. (1275–1312) ähnlich dem Ridderzaal in Den Haag und der Westminster Hall in London gestaltet wurde. Der Raum wurde als Treffpunkt für die Staaten von Brabant und als Ort für große Festivitäten und Jagdveranstaltungen genutzt.
Den letzten Teil seines Lebens verbrachte Herzog Johann III. auf Schloss Tervuren. Er überführte einen Teil seiner Administration in das Schloss.
Zu Beginn des 15. Jahrhunderts verbrachten die Herzöge von Brabant des Hauses Burgund Zeit auf dem Schloss. Die zwei Herzöge Johann IV. und Philip I. wurden in der Pfarrkirche von Tervuren bestattet. Die Abwesenheit der Herzöge von Brabant war nach 1430 bald schon ein Vorbote des Untergangs des Schlosses und des Dorfs.
Zunächst war der Park rund um das Schloss nur 10 Hektar groß, doch zunehmend wurde er vergrößert.

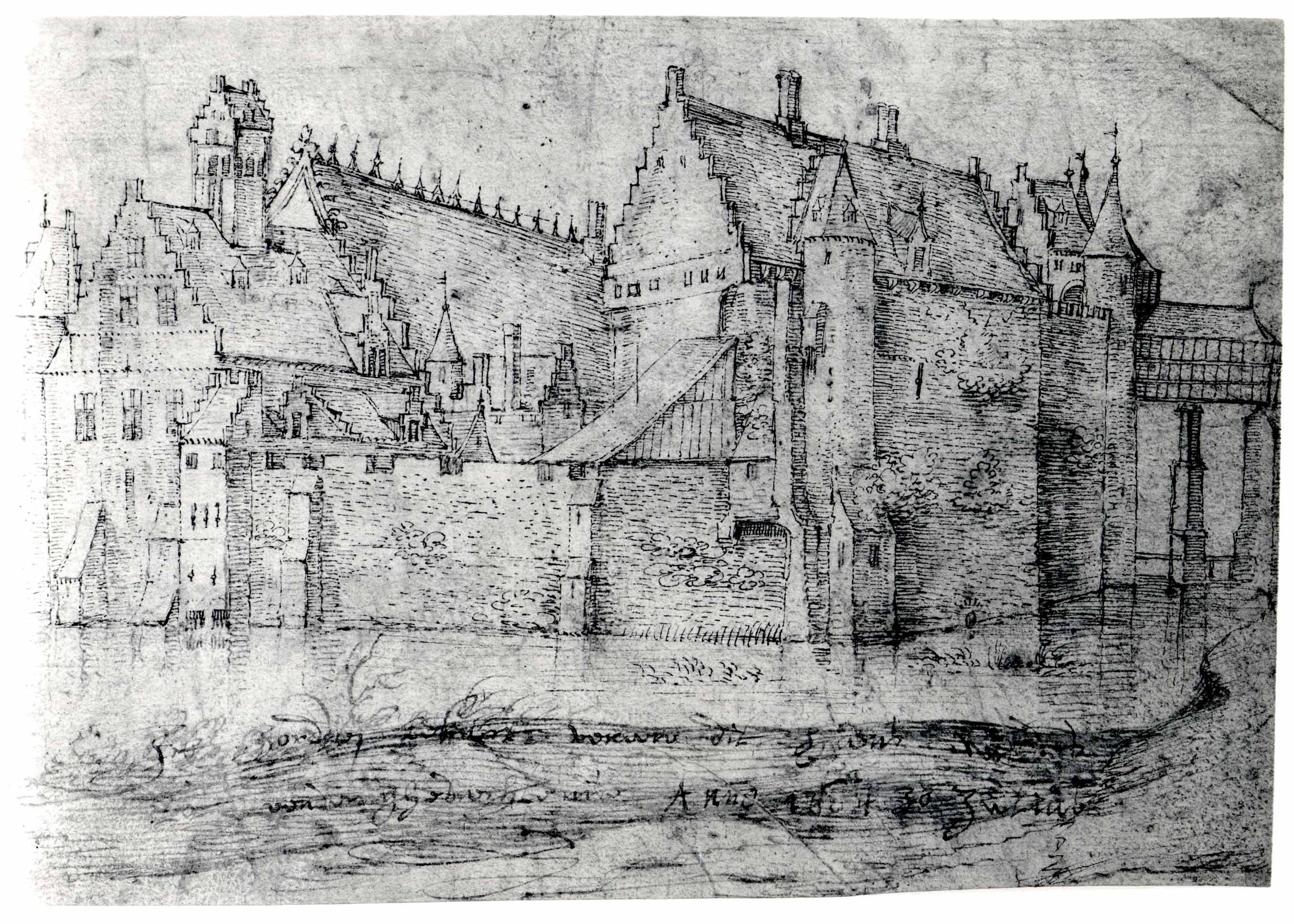
Schloss Tervuren um 1604–1605 vor der Rekonstruktion durch den Erzherzöge Albert und Isabella
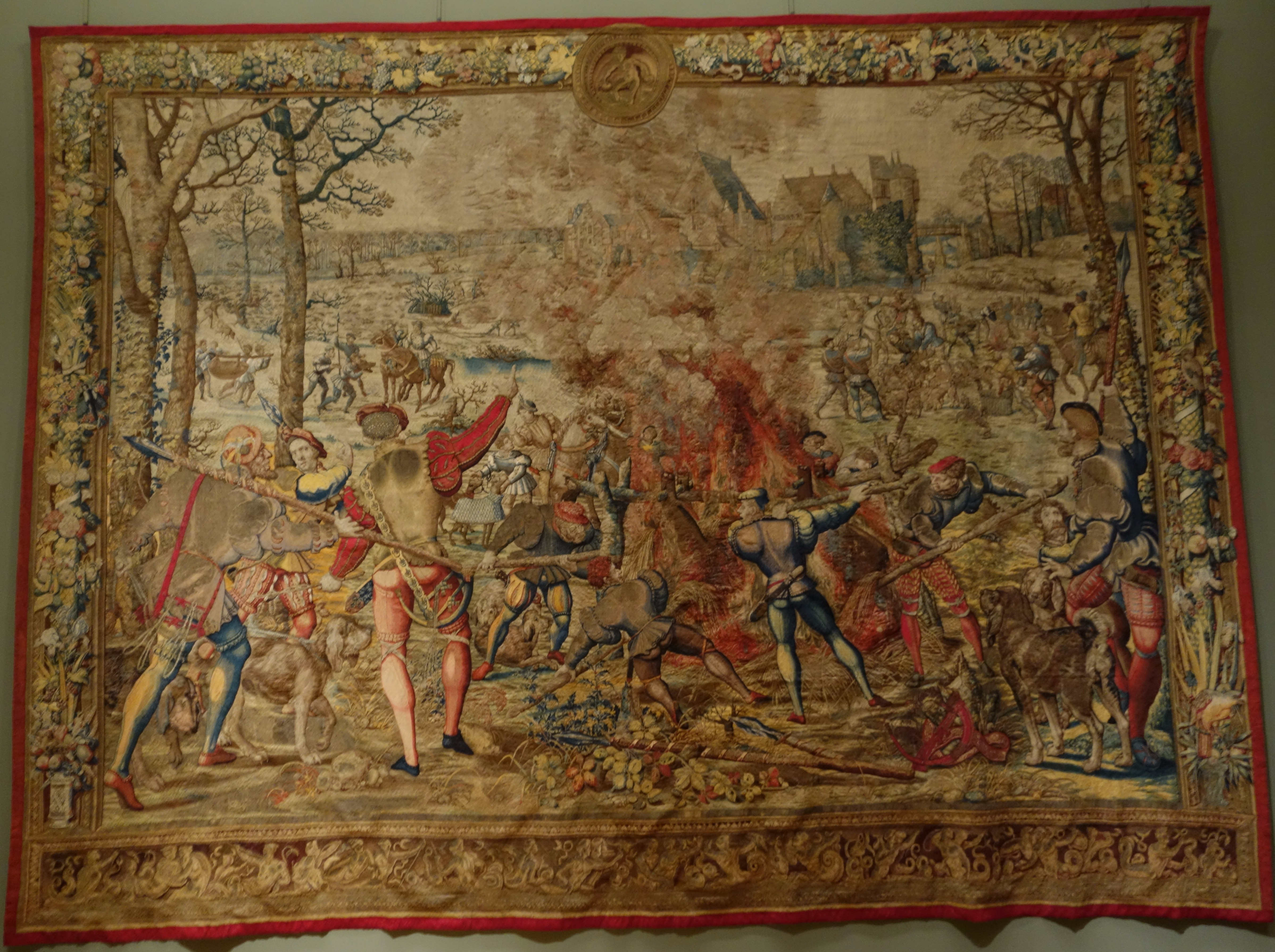
Eine Tapisserie zeigt die Jagd von Maximilian mit Schloss Tervuren im Hintergrund
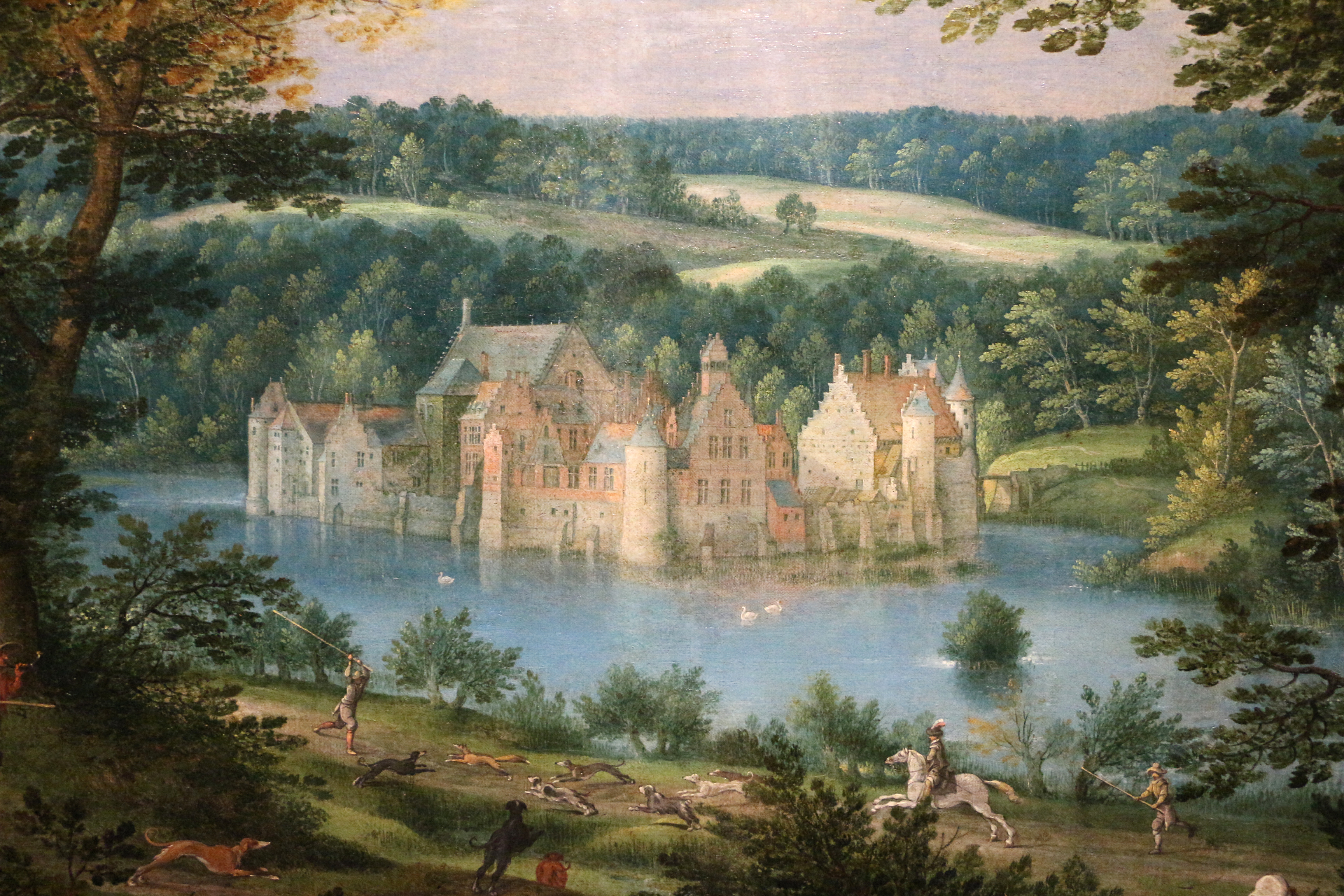
Schloss Tervuren um 1608 von Denijs van Alsloot

### Erzherzöge Albert und Isabella
Mit der Ankunft des Erzherzogs Albrecht VII. von Habsburg und der Isabella Clara Eugenia von Spanien im Zeitraum von 1599 bis 1633 bekam das baufällige Schloss einen neuen Impetus. Von 1610 ab wurde das feudale Schloss von dem Hofarchitekten Wenceslas Cobergher (1557–1634) in ein attraktives Landschloss umgebaut. Diese Ansicht ist aus vielen Drucken, Zeichnungen und Gemälden von Rubens, Jan Brueghel dem Älteren and Denis van Alsloot bekannt. Die alten Ecktürme und die gotische Halle wurden erhalten, während der disparate mittelalterliche Baukörper durch einen verlängerten Renaissanceflügel mit Kreuzstockfenstern, Mansardenfenstern und überdachten Galerien ersetzt wurde. Im Vorhof wurde die heute noch existierende Sint-Hubertus-Kapelle (1616–1617) errichtet, um die hölzerne „Sint-Huybrechtscapelle“ zu ersetzen. Die unmittelbare Umgebung des Schloss wurde mit einer „Motte“ geschmückt – einer quadratischen Parterre-Struktur mit Ecklauben durch Brücken verbunden mit dem festen Grund und mit Garten auf geometrischen Ornament (siehe Antoon Sanders). Die Warande war durch gerade Gassen geöffnet.
In derselben Zeit wurde das Areal signifikant erweitert. Eingefasst wurden auch der Weiler von Goordal und die alte Mühle der Herzöge von Brabant, auch bekannt als das spanische Haus. In den Jahren 1625–1632 wurde die hölzerne Palisade durch eine sieben Kilometer lange Backsteinmauer mit zehn Toren ersetzt. Davon sind wichtige Teile noch erhalten. Ein Gemälde von Jan van der Heyden, das auf um 1700 datiert wird, zeigt eine südliche Ansicht des Schlosses. Darauf ist auch die Mauer an der Westseite der Warande mit dem Leuvensepoort auf der rechten Seite zu sehen.
Nach Albert und Isabella setzte wieder der Verfall ein. Von 1689 bis 1708 verbrachte Olympia Mancini, Gräfin von Soissons und Nichte von Kardinal Mazarin, ihre Zeit im Exil auf Schloss Tervuren.

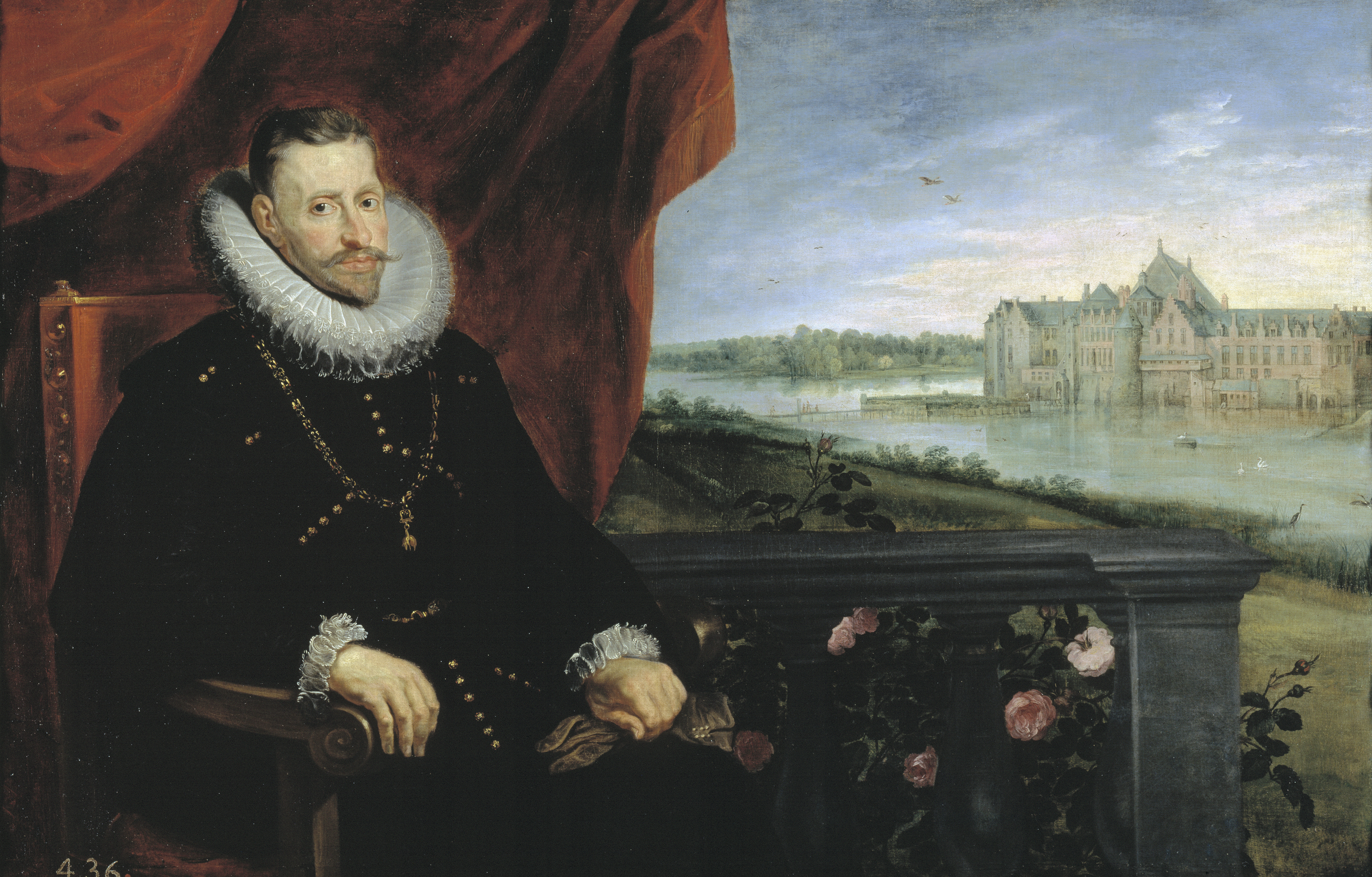
Erzherzog Albert mit Schloss Tervuren im Hintergrund
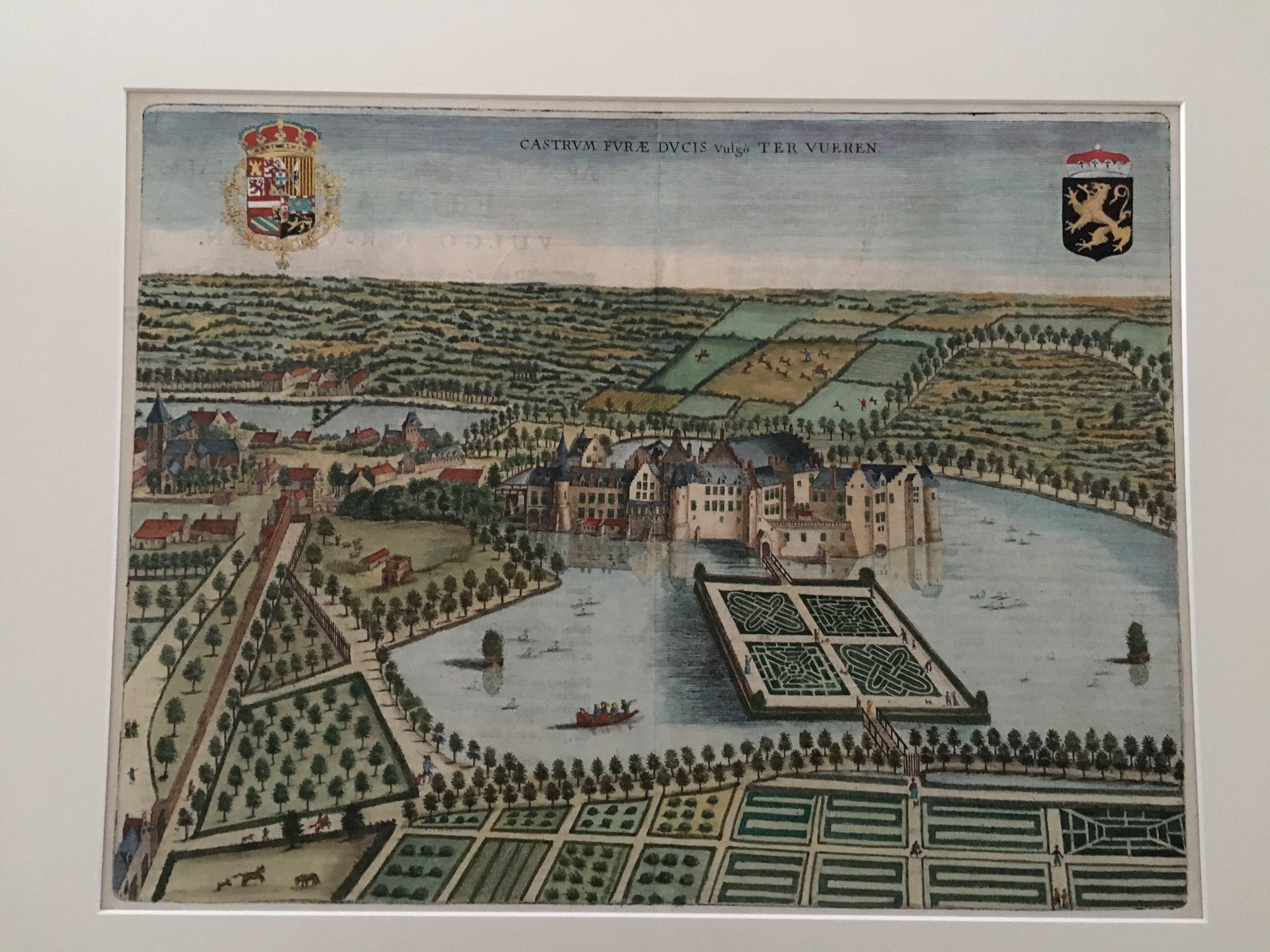
Schloss Tervuren in 1659  von Antoon Sanders
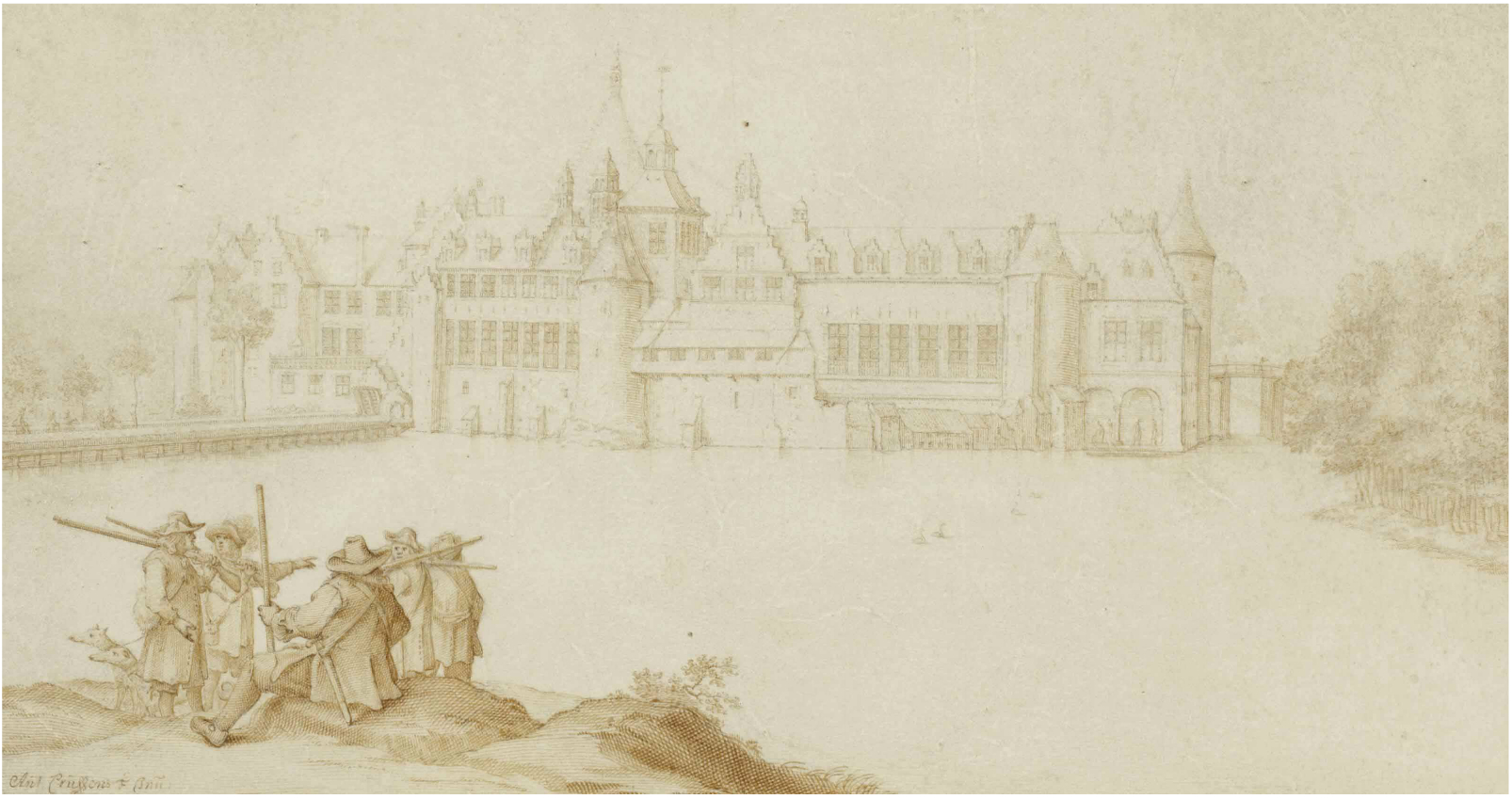
Jäger lagern vor dem Schloss Tervuren

## Karl Alexander von Lothringen

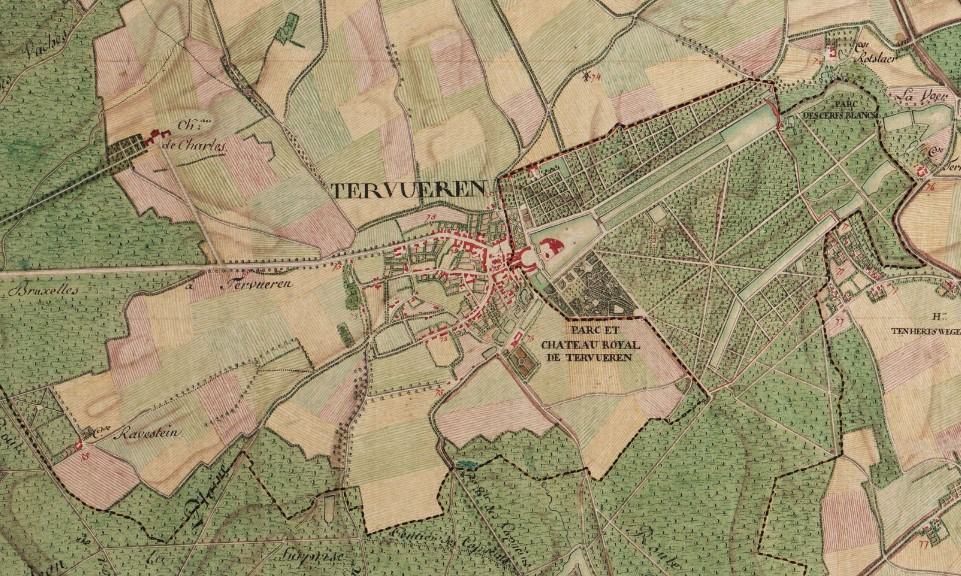
Schloss Tervuren, sein Park und Schloss „Charles“ auf der Ferraris-Karte (1778).

Nach dem Tod der Erzherzöge wurde das Anwesen nur vereinzelt bewohnt, und ein massiver Verfall setzte ein. Mit der neuen Statthalterin der Niederlande Erzherzogin Maria Elisabeth von Österreich (1680–1741) endete der Niedergang. Nachdem sie Tervuren 1725 besuchte, bestellte sie den Hofarchitekten Jean-André Anneessens (1687–1754) ein, damit er das Schloss komplett renovierte. Diesen Auftrag blieb unter ihrem Nachfolger Karl Alexander von Lothringen (1744–1780) bestehen. Nach seinem Tod 1754 wurden die Arbeiten von dem Brügger Architekten Jean Faulte (1726–1766) weitergeführt. Er wird in 1757 als „Directeur des ouvrages de Tervueren“ genannt.
Unter Karl Alexander von Lothringen entwickelte sich eine enorme Bautätigkeit in Tervuren. Dem Zeitgeist folgend wurde das Schloss zu einer luftigen Sommerresidenz des 18. Jahrhunderts umgebaut. An der Ostseite wurde es mit einem neuen Flügel erweitert, der auf der Karte (1773) von Laurent-Benoît Dewez abgebildet ist. Ein monumentaler Eingang wurde auf der Westseite der Warande in Form eines weitläufigen hufeisenförmigen Stall- und Dienstbotenkomplexes geschaffen. Dem folgte eine neue Gasse, die heutige Kasteelstraat, als direkte Verbindung zwischen dem Schloss und dem Ortskern. Die gewölbten Flügel des hufeisenförmigen Stalls beheimateten die Pferde und die Kutschen. Die Bediensteten wohnten in den zwei symmetrischen Eckpavillons. Von 1897 bis 2014 wurde das Hufeisen von der belgischen Armee als 'Panquin'-Barracken genutzt.
Rechts von „het Hoefijzer“ an der südlichen Seite wurden eine weiträumige Orangerie und ein botanischer Garten mit einer großen Hundehütte, auf der Nordseite ein Gemüsegarten umgeben von einer Falknerei, einer Seidenraupenfarm und einer Fasanenzucht geplant. Südlich des Schlosses wurde eine terrassierter Lustgarten, geschmückt mit Fontänen, Vasen, Statuen, einem Labyrinth, Spielzeug, einem Badeteich mit einem kunstvollen bemalten Chinesischen Pavillon, einer Kaskade, einer Voliere für exotischen Vögel, alles verbunden durch Stufen und belaubten Baumgalerien, geschaffen.
Die Warande bekam eine gründliche Renovierung. Das originale Damebrettmuster wurde in eine sternförmige Anordnung mit verschiedenen Wegen, die im 'Zeven window' zusammenliefen, geändert. Zwischen 1755 und 1760 entstand ein 80 Meter weiter bogenförmiger Industriekomplex auf dem Deich des Goordalvijver. Dieser wiederum war das Gegenstück zum Hoefijzer und formte das östliche Ende einer verlängerten visuellen Achse. Borchtvijver und Goordalvijver wurden durch einen Kanal verbunden, sodass Karel van Lorreinen mit einer Gondel vom Schloss zu den Werkstätten segeln konnte. Dieses Werk war ein verlängertes klassizistisches Gebäude mit einem zentralen und Eckpavillons. Dort wurden verschiedene neue Techniken wie Maschinenbau, Porzellan, Tapeten, eine Druckerei und eine Weberei getestet. Diese Pracht wurde ausgiebig in einem anonymen Plan von 1760–1770, der Ferraris-Karte (1770–1778), den Federzeichnungen von N. De Sparr (1753) und den Beschreibungen in dem Guide Fidèle (1761) dokumentiert.
Zum Ende seines Lebens um 1778 entschied Karl Alexander von Lothringen, einen neuen Palast in Tervuren zu bauen. Das Château Charles hatte nur ein kurzes Leben, denn es wurde bereits 1782 abgerissen.

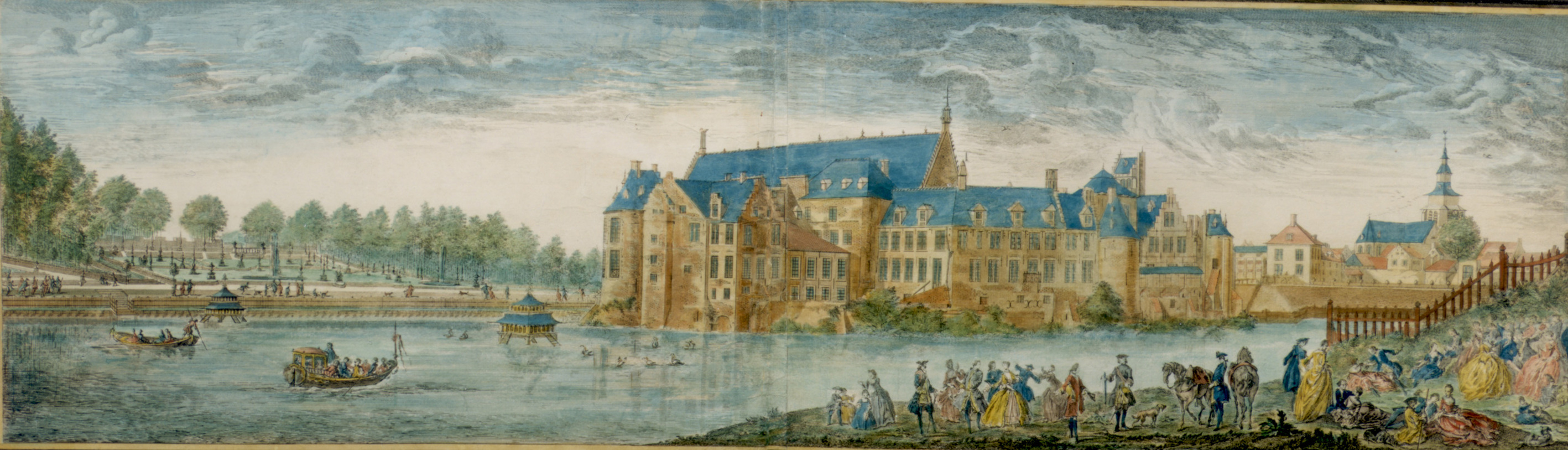
Schloss Tervuren in der Zeit von Karl Alexander von Lothringen von Heylbrouck
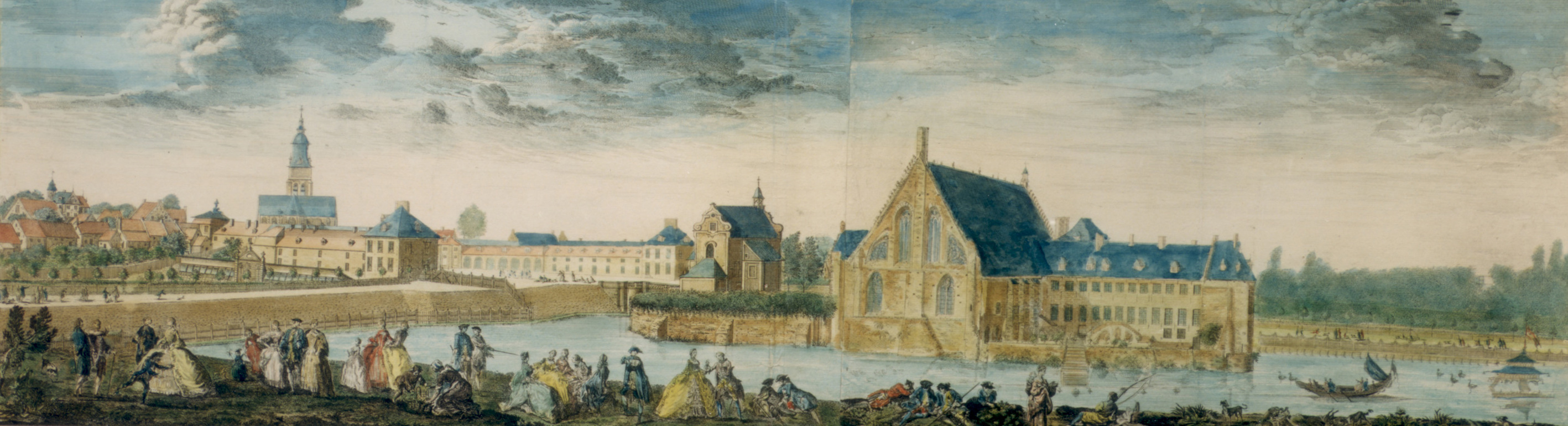
Schloss Tervuren in der Zeit von Karl Alexander von Lothringen von Heylbrouck

### Abbruch
Karl Alexander von Lothringen starb 1780. Um die restlichen Schulden zu bezahlen, entschied der Neffe Kaiser Joseph II., Schloss Tervuren und das Schloss Charles abzureißen, was 1782 umgesetzt wurde. Nur die Sint-Hubertus-Kapelle und der Hoefijzer wurden von dem Abbruch bewahrt. Vom Schloss blieben nur einige Fundamente übrig, die zwischen 1982 und 1986 Gegenstand von archäologischen Forschungen waren. Heute sind diese Reste Teil einer archäologischen Stätte im Park von Tervuren.

### Der Prinz von Orange: Pavillon von Tervuren

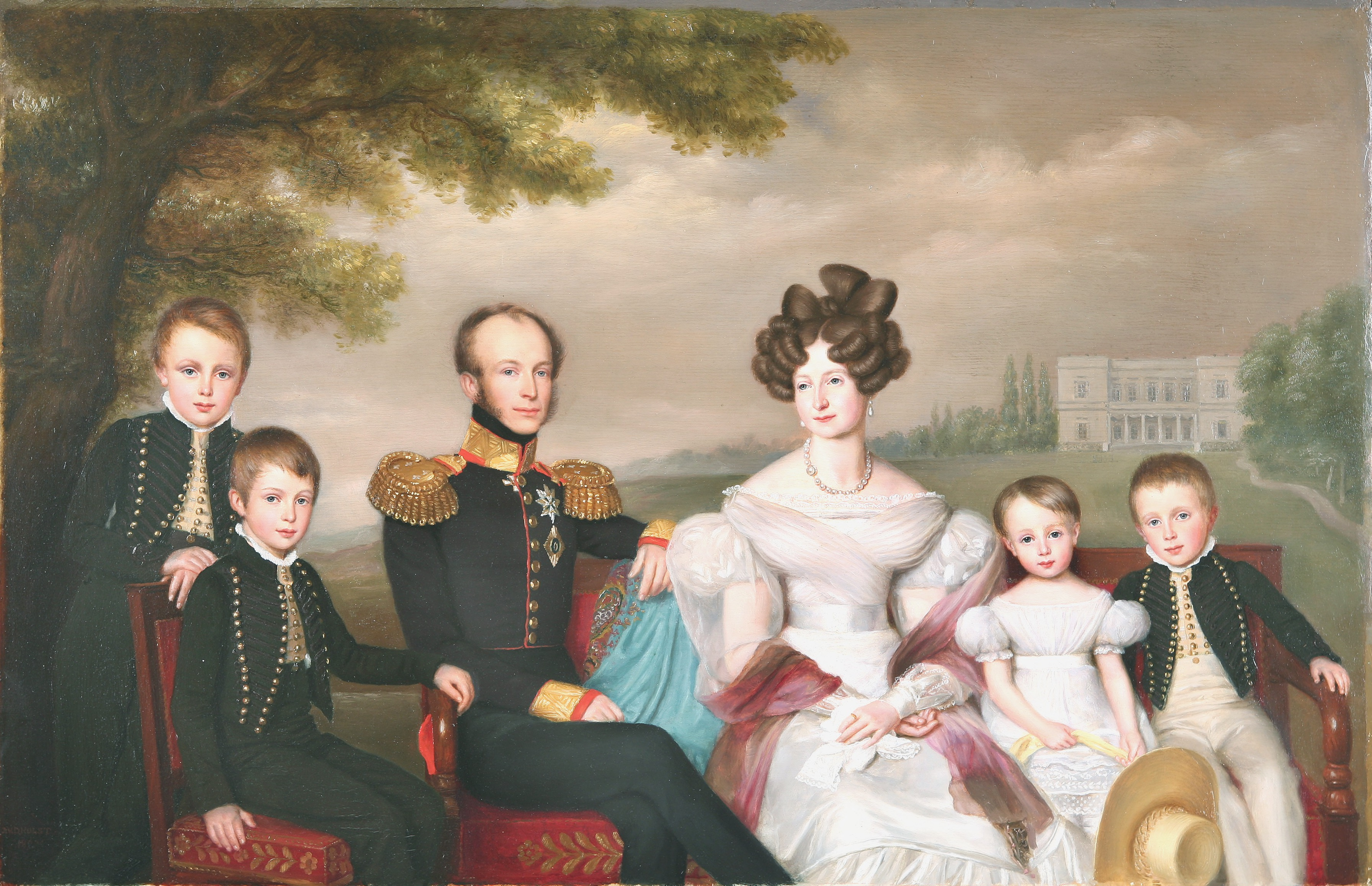
König Wilhelm II. von Niederlande und seine Familie mit dem Pavillon von Tervuren im Hintergrund

Als Dank für die Leistungen während der Schlacht bei Waterloo wurde der Park von Tervuren an Wilhelm II., den Prinz von Orange und Sohn des Königs der vereinten Niederlande verschenkt. Er baute einen klassizistischen Pavillon für sich und seine Familie in den nordwestlichen Teil der Warande. Der Pavillon wurde durch ein Feuer im Jahr 1879 zerstört und nicht wieder aufgebaut. Der Eiskeller hat sich erhalten.
Nach der belgischen Revolution wurde der Pavillon mit dem ganzen Park von Tervuren Eigentum des belgischen Staates. Unter Leopold I., dem ältesten Sohn und Thronerben, wurde Leopold II. die Erlaubnis erteilt, den Pavillon und den Park zu nutzen. Unter Leopold II., der eine besondere Vorliebe für Tervuren hatte und sich sogar vorstellen konnte, dort dauerhaft zu leben, wurde die Warande durch gezielte Ankäufe erweitert.

### Weltausstellung von 1897
Entscheidend für die weitere Entwicklung und das Bestehen der Warande war die Tatsache, dass auf Anregung von Leopold II. die Weltausstellung von 1897 gleichzeitig in Brüssel und Tervuren stattfand. Hier sollte eine ausgereifte Abteilung den Wohlstand und die Zukunft des damaligen freien Staates Kongo der Öffentlichkeit zugänglich machen. Um die Kolonialausstellung attraktiv und zugänglich zu machen, wurde Tervuren an die Hauptstadt durch eine breite, 12 Kilometer lange, von Bäumen gesäumte Straße angebunden. Diese wurde flankiert von einer Tramlinie, die auch anlässlich der Weltausstellung gebaut wurde. Am Endpunkt der Straße – die heutige Tervurenlaan – auf der Stelle des abgebrannten Jagdpavillons des Prinzen von Orange, entstand der Kolonialpalast, ein moderner neoklassischer Pavillon im Stil des Louis-seize, der von Ernest Acker (1852–1912) umgesetzt wurde. Der Pavillon wurde als Ausstellungsraum intendiert und wurde gerahmt von den sogenannten französischen Gärten mit Sichtachsen, Teichen, Treppen und Statuen, die von Keilings Nachfolger, dem französischen Landschaftsarchitekten Elie Lainé geplant wurden. Lainé hatte sich in den 1870er Jahren einen Namen als Designer des französischen Gartens des Waddesdon Manor (Buckingshamshire, England) gemacht, das von Baron Ferdinand de Rothschild in Auftrag gegeben wurde. Er war ein Vertreter des wachsenden Interesses für den klassischen französischen Garten nach dem Vorbild Le Nôtres, der einen Aufschwung unter den Landsmännern Henri und Achille Duchêne erfuhr.

### Königliches Museum für Zentralafrika
Wegen seines großen Erfolgs wurde der Ausstellung im Kolonialpalast in Form eines Museums seit 1898 ein permanenter Charakter verliehen. Der verfügbare Platz reichte bald schon nicht mehr aus, sodass Leopold II. mit einem Dekret vom 3. Dezember 1902 beschied, ein neues Museum mit Abteilungen zu Japan und China zu erbauen. Das gesamte Projekte begann bei dem unabhängigen Staat Kongo. Der französische Architekt Charles Girault (1851–1932), dessen „Petit Palais“ bei Leopold II. während der Pariser Weltausstellung in 1900 beliebt war, wurde beauftragt, ein tragfähiges Konzept zu entwickeln, das das gesamte Lokkaartsveld entlang des Leuvensesteenweg einschließlich des Grundstücks des Kolonialpalastes umfassen sollte. Zusätzlich zu einem Museum bot das ehrgeizige Projekt ein internationales Konferenzzentrum und eine Weltschule. Nach dem Tod von Leopold II. und der nachfolgenden strengeren Planung wurde nur das Kongomuseum (1904–1909), das heutige Königliche Museum für Zentralafrika, realisiert.

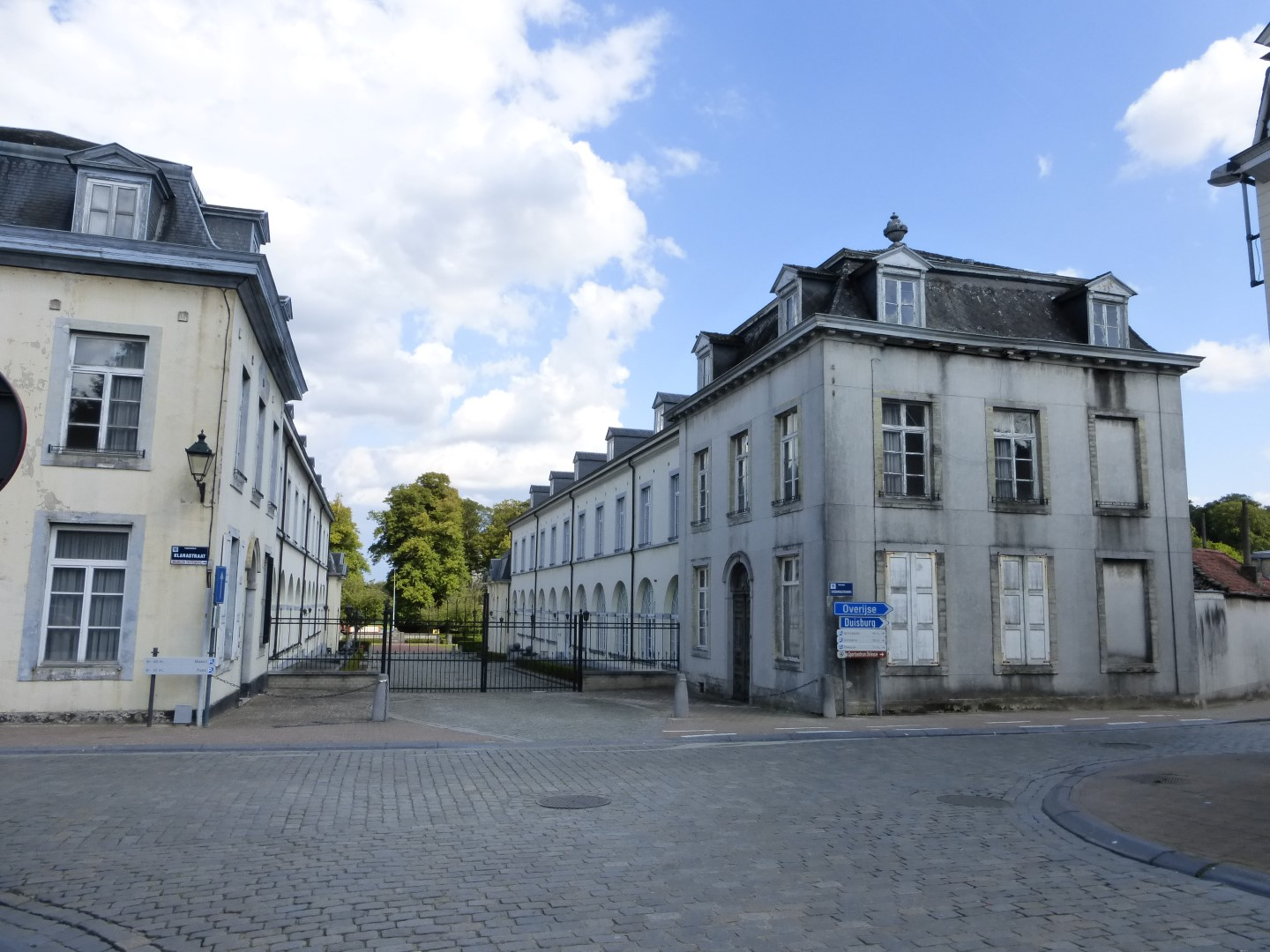
Der Eingang zu Schloss Tervuren
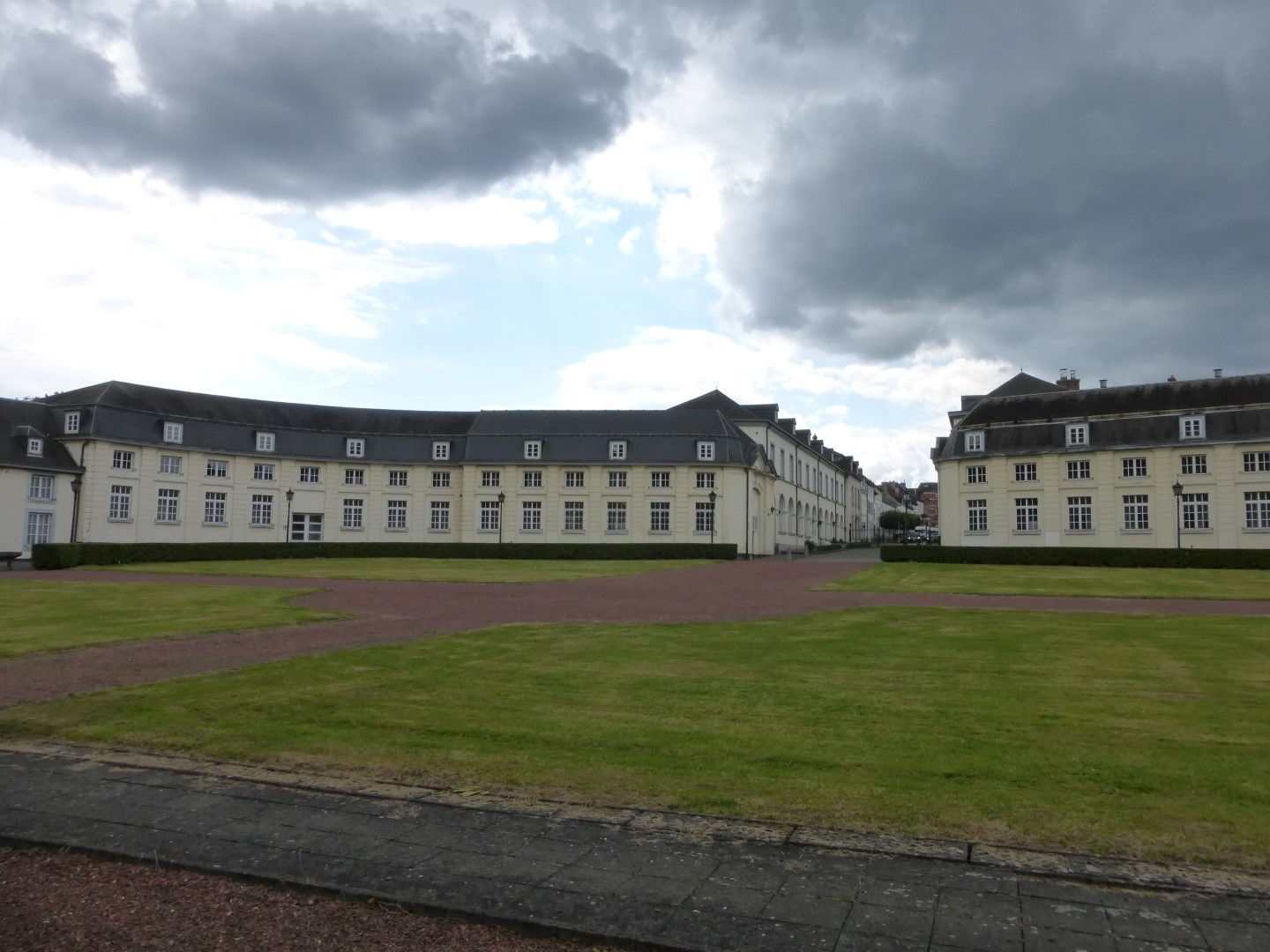
Die hufeisenförmigen Stallung heute
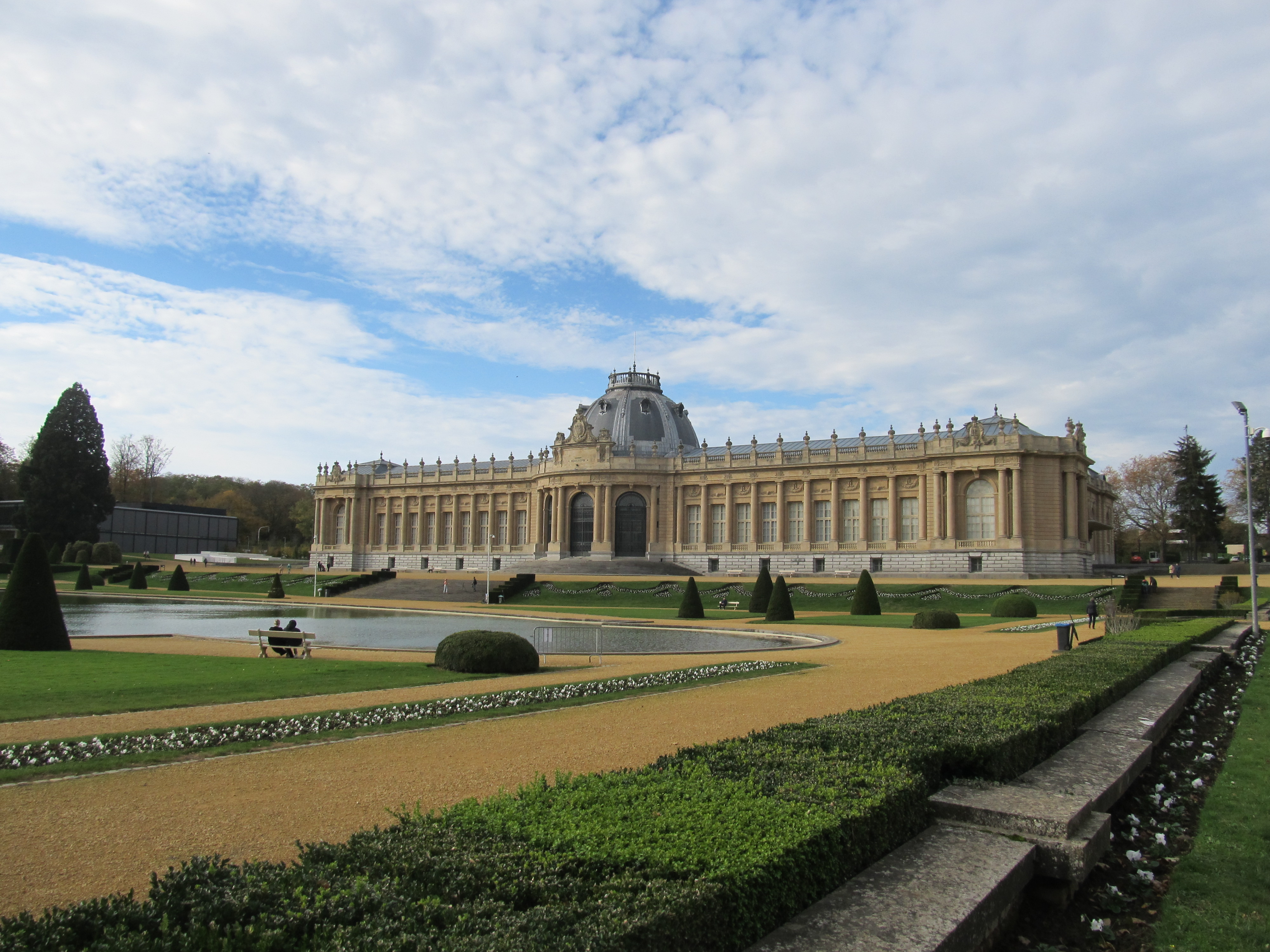
Königliches Museum für Zentralafrika
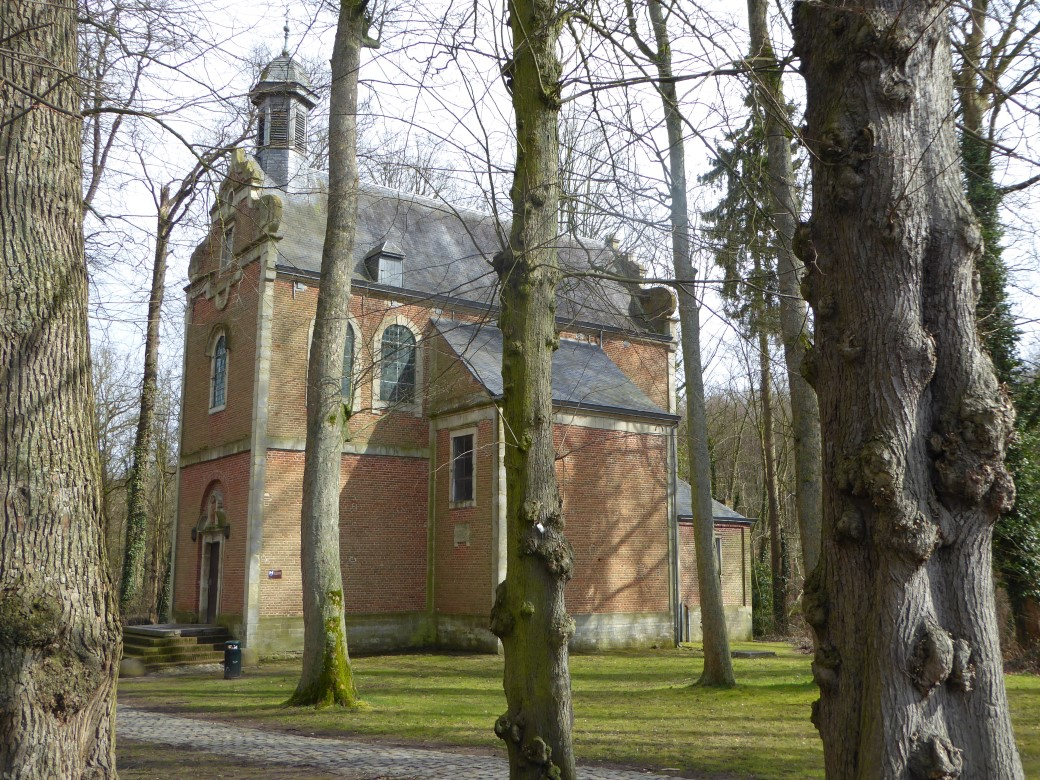
Sankt Hubertus Kapelle in Tervuren
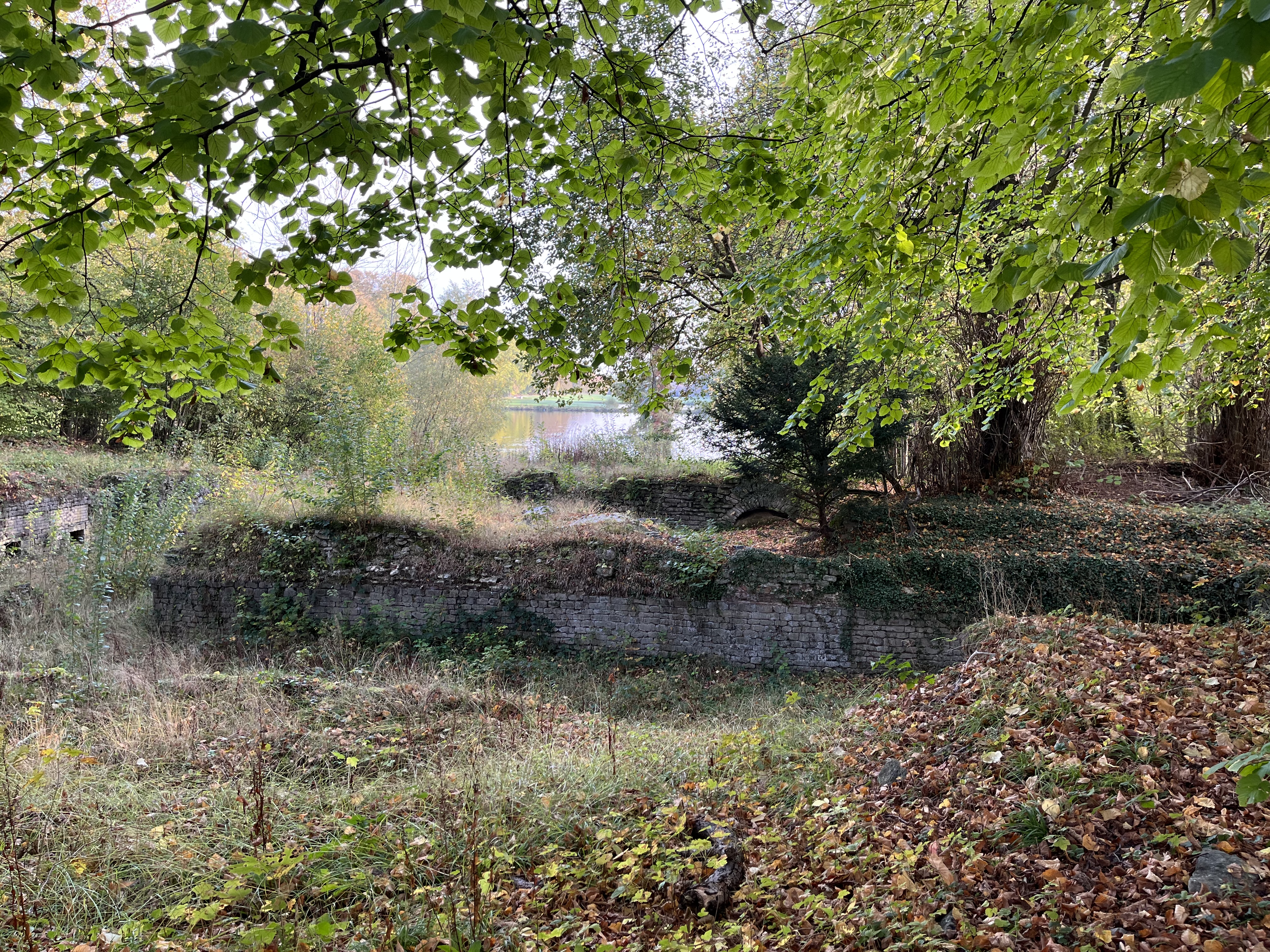
Überreste von Schloss Tervuren